# Mormântul tracic de la Aleksandrovo

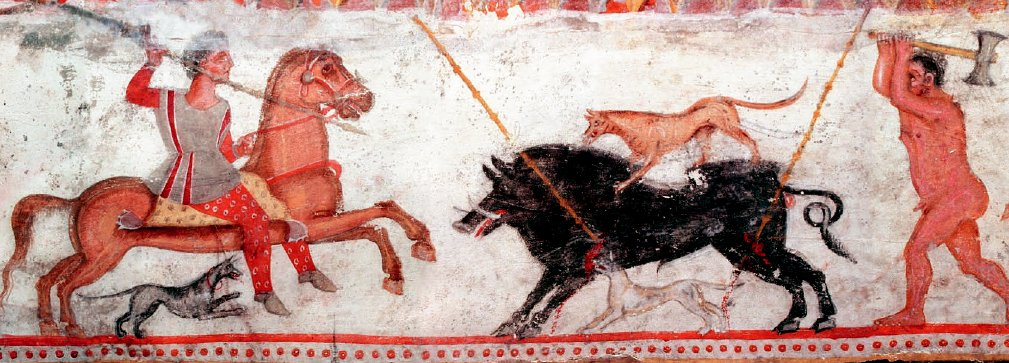
Scenă de vânătoare pe fresca din camera principală

Mormântul de la Aleksandrovo este o movilă de înmormântare și un mormânt tracic excavat în apropierea Aleksandrovo, regiunea Haskovo, Bulgaria de Sud-Est, mormântul este din secolul al IV-lea î.Hr..

## Date generale

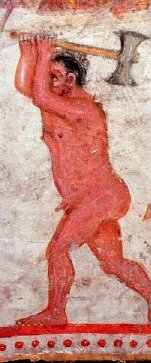
Zalmoxis

La 17 decembrie 2000, mormântul a fost descoperit accidental de o mașină de terasament. Jefuitorii au intrat ulterior în mormânt, deteriorând o parte din frescele sale. În 2001, arheologul bulgar Georgi Kitov a condus o săpătură pentru salvarea mormântului, descoperind o cameră rotundă de aproximativ 3 metri în diametru, accesibilă printr-o anticameră mică și un tunel, de aproximativ 6 metri lungime. Atât anticamera cât și camera principală sunt decorate cu fresce bine conservate, care reflectă cunoștințele artistului de artă elenistică timpurie și târzie. Fresca din camera principală prezintă o scenă de vânătoare în care un porc este atacat de către un vânător călare și un bărbat gol care mânuiește un topor dublu. Toporul dublu este interpretat ca reprezentând puterea regală, omul gol îl reprezintă pe Zalmoxis, zeul solar trac corespunzător lui Zeus.
Un graffito (inscripție) din cameră inscripționat cu numele trac Kozemases indică fie pe patronul nobil al mormântului, fie pe artistul său.
Mormântul tracic din Alexandrovo este datat la începutul secolului al IV-lea î.Hr. Picturile murale prezintă modificări ale aspectului, datorită influenței grecești.
Mormântul ar putea fi al tracilor tribali.